# Michalina Plekaniec
Michalina Plekaniec, po mężu Należna (ur. 15 września 1960 w Skoroszycach, zm. 22 lipca 1991 tamże) – polska hokeistka na trawie, olimpijka z Moskwy 1980.
W reprezentacji Polski rozegrała 21 spotkań.
Brała udział w  igrzyskach olimpijskich w Moskwie w których polska drużyna zajęła 6. miejsce.
Zginęła potrącona przez samochód.